# 臺南州
臺南州（日语：〔〕／ Tainan shū），是台灣日治時期設置的行政區劃之一，轄域為今臺南市、嘉義市、嘉義縣、雲林縣。臺南州由原台南廳因廢廳置州於1920年9月1日正式設置，直到1945年8月15日日本投降後，於該年11月9日為中華民國的臺南州接管委員會接管:29。

## 行政區劃
| 臺南州行政區劃（1920～1945年）                                                                      |
| b a 新豐郡 新化郡 曾文郡 北 門 郡 新營郡 嘉義郡 斗六郡 虎尾郡 北港郡 東石郡 - a：嘉義市 - b：臺南市 |

### 市、郡
臺南州於昭和20年（1945年）時管轄二市、十郡，行政中心臺南州廳設於臺南市。
| 編號 | 名稱   | 假名（歷史假名遣） | 轄屬區域   | 治所   | 備註                                                |
| ---- | ------ | ------------------ | ---------- | ------ | --------------------------------------------------- |
| 1    | 臺南市 | たいなんし         | 31町12大字 | 大宮町 | 今臺南市中西區、東區、南區、北區、安平區。          |
| 2    | 嘉義市 | かぎし             | 17町15大字 | 北門町 | 1930年由嘉義郡嘉義街升格。 今嘉義市全境東區、西區。 |
| 3    | 新豐郡 | にひとよぐん       | 6          | 臺南市 |                                                     |
| 4    | 新化郡 | しんくわぐん       | 2街7       | 新化街 |                                                     |
| 5    | 曾文郡 | そぶんぐん         | 1街4       | 麻豆街 |                                                     |
| 6    | 北門郡 | ほくもんぐん       | 1街5       | 佳里街 |                                                     |
| 7    | 新營郡 | しんえいぐん       | 3街3       | 新營街 |                                                     |
| 8    | 嘉義郡 | かぎぐん           | 10庄1蕃地    | 嘉義市 |                                                     |
| 9    | 斗六郡 | とろくぐん         | 2街3       | 斗六街 |                                                     |
| 10   | 虎尾郡 | こびぐん           | 2街4       | 虎尾街 |                                                     |
| 11   | 北港郡 | ほくかうぐん       | 1街4       | 北港街 |                                                     |
| 12   | 東石郡 | とうせきぐん       | 1街6       | 朴子街 |                                                     |

### 街、
| 郡       | 名稱   | 備註                       |
| -------- | ------ | -------------------------- |
| 新 豐 郡 | 仁德   | 今仁德區                   |
| 新 豐 郡 | 歸仁   | 今歸仁區                   |
| 新 豐 郡 | 關廟   | 今關廟區                   |
| 新 豐 郡 | 龍崎   | 今龍崎區                   |
| 新 豐 郡 | 永康   | 今永康區                   |
| 新 豐 郡 | 安順   | 今安南區                   |
| 新 豐 郡 | 永寧   | 1940年廢庄，併入臺南市、仁德 |
| 新 化 郡 | 新化街 | 今新化區                   |
| 新 化 郡 | 善化街 | 今善化區                   |
| 新 化 郡 | 新市   | 今新市區                   |
| 新 化 郡 | 安定   | 今安定區                   |
| 新 化 郡 | 山上   | 今山上區                   |
| 新 化 郡 | 玉井   | 今玉井區                   |
| 新 化 郡 | 楠西   | 今楠西區                   |
| 新 化 郡 | 南化   | 今南化區                   |
| 新 化 郡 | 左鎮   | 今左鎮區                   |
| 曾 文 郡 | 麻豆街 | 今麻豆區                   |
| 曾 文 郡 | 下營   | 今下營區                   |
| 曾 文 郡 | 六甲   | 今六甲區                   |
| 曾 文 郡 | 官田   | 今官田區                   |
| 曾 文 郡 | 大內   | 今大內區                   |
| 北 門 郡 | 佳里街 | 今佳里區                   |
| 北 門 郡 | 西港   | 今西港區                   |
| 北 門 郡 | 七股   | 今七股區                   |
| 北 門 郡 | 將軍   | 今將軍區                   |
| 北 門 郡 | 北門   | 今北門區                   |
| 北 門 郡 | 學甲   | 今學甲區                   |
| 新 營 郡 | 新營街 | 今新營區                   |
| 新 營 郡 | 鹽水街 | 今鹽水區                   |
| 新 營 郡 | 白河街 | 今白河區                   |
| 新 營 郡 | 柳營   | 今柳營區                   |
| 新 營 郡 | 後壁   | 今後壁區                   |
| 新 營 郡 | 番社   | 今東山區                   |
| 嘉 義 郡 | 大林街 | 今大林鎮                   |
| 嘉 義 郡 | 水上   | 今水上鄉                   |
| 嘉 義 郡 | 民雄   | 今民雄鄉                   |
| 嘉 義 郡 | 新巷   | 今新港鄉                   |
| 嘉 義 郡 | 溪口   | 今溪口鄉                   |
| 嘉 義 郡 | 小梅   | 今梅山鄉                   |
| 嘉 義 郡 | 竹崎   | 今竹崎鄉                   |
| 嘉 義 郡 | 番路   | 今番路鄉                   |
| 嘉 義 郡 | 中埔   | 今中埔鄉                   |
| 嘉 義 郡 | 大埔   | 今大埔鄉                   |
| 嘉 義 郡 | 蕃地   | 今阿里山鄉                 |
| 嘉 義 郡 | 嘉義街 | 1930年升格州轄市           |
| 斗 六 郡 | 斗六街 | 今斗六市、林內鄉一部分     |
| 斗 六 郡 | 斗南街 | 今斗南鎮                   |
| 斗 六 郡 | 古坑   | 今古坑鄉                   |
| 斗 六 郡 | 大埤   | 今大埤鄉                   |
| 斗 六 郡 | 莿桐   | 今莿桐鄉、林內鄉一部分     |
| 虎 尾 郡 | 虎尾街 | 今虎尾鎮                   |
| 虎 尾 郡 | 西螺街 | 今西螺鎮                   |
| 虎 尾 郡 | 土庫街 | 今土庫鎮、褒忠鄉           |
| 虎 尾 郡 | 二崙   | 今二崙鄉                   |
| 虎 尾 郡 | 崙背   | 今崙背鄉、麥寮鄉           |
| 虎 尾 郡 | 海口   | 今臺西鄉、東勢鄉           |
| 北 港 郡 | 北港街 | 今北港鎮                   |
| 北 港 郡 | 元長   | 今元長鄉                   |
| 北 港 郡 | 四湖   | 今四湖鄉                   |
| 北 港 郡 | 口湖   | 今口湖鄉                   |
| 北 港 郡 | 水林   | 今水林鄉                   |
| 東 石 郡 | 朴子街 | 今朴子市                   |
| 東 石 郡 | 六腳   | 今六腳鄉                   |
| 東 石 郡 | 東石   | 今東石鄉                   |
| 東 石 郡 | 布袋   | 今布袋鎮                   |
| 東 石 郡 | 鹿草   | 今鹿草鄉                   |
| 東 石 郡 | 太保   | 今太保市                   |
| 東 石 郡 | 義竹   | 今義竹鄉                   |

## 人口統計
昭和16年當時的統計
- 總人口　1,550,695人
  - 詳細包含
    - 日本人　53,446人
    - 臺灣人　1,489,621人
    - 朝鮮人　253人
    - 其他　7,375人

| 郡市名 | 面積 (km²) | 人口 (人) | 人口 (人) | 人口 (人) | 人口 (人) | 人口 (人) | 人口 (人) | 人口密度 (人/km²) |
| 郡市名 | 面積 (km²) | 本國籍    | 本國籍    | 本國籍    | 外國籍    | 外國籍    | 計        | 人口密度 (人/km²) |
| 郡市名 | 面積 (km²) | 臺灣      | 內地      | 朝鮮      | 中華民國  | 其他外國  | 計        | 人口密度 (人/km²) |
| ------ | ---------- | --------- | --------- | --------- | --------- | --------- | --------- | ----------------- |
| 臺南市 | 66.0757    | 135,757   | 19,316    | 120       | 3,493     | 3         | 158,689   | 2,402             |
| 嘉義市 | 55.9317    | 88,677    | 11,595    | 96        | 1,822     | 2         | 102,192   | 1,827             |
| 新豐郡 | 374.1256   | 104,390   | 1,377     | 2         | 53        | 0         | 105,822   | 283               |
| 新化郡 | 656.7453   | 100,124   | 1,632     | 1         | 153       | 0         | 101,910   | 155               |
| 曾文郡 | 296.1584   | 82,746    | 1,457     | 7         | 115       | 0         | 84,325    | 285               |
| 北門郡 | 310.5099   | 130,741   | 1,394     | 2         | 67        | 0         | 132,204   | 426               |
| 新營郡 | 475.6182   | 129,080   | 5,084     | 16        | 388       | 0         | 134,568   | 283               |
| 嘉義郡 | 1,452.0781 | 172,109   | 2,884     | 0         | 211       | 0         | 175,204   | 121               |
| 斗六郡 | 463.8023   | 121,159   | 2,199     | 13        | 390       | 8         | 123,769   | 267               |
| 虎尾郡 | 484.2846   | 168,394   | 4,542     | 16        | 545       | 0         | 173,497   | 358               |
| 北港郡 | 342.7481   | 124,159   | 1,871     | 16        | 288       | 0         | 126,334   | 369               |
| 東石郡 | 443.3847   | 166,787   | 2,038     | 0         | 174       | 0         | 168,999   | 381               |
| 臺南州 | 5,421.4627 | 1,524,123 | 55,389    | 289       | 7,699     | 13        | 1,587,513 | 293               |

## 族群分佈

### 雲林地區
1926年的普查統計中，241,600人籍貫為福建、3,600 人為廣東。（以移民時清朝及明朝的區域劃分福建省及廣東省。）
| 省份 / 居民（千人） | 福建 241.6   | 福建 241.6   | 福建 241.6   | 福建 241.6                            | 福建 241.6   | 福建 241.6                      | 福建 241.6   | 福建 241.6         | 福建 241.6         | 廣東 3.6                              | 廣東 3.6           | 廣東 3.6                        | 其他 3.6 |
| ------------------- | ------------ | ------------ | ------------ | ------------------------------------- | ------------ | ------------------------------- | ------------ | ------------------ | ------------------ | ------------------------------------- | ------------------ | ------------------------------- | -------- |
| 州府 / 居民（千人） | 泉州 116.4   | 泉州 116.4   | 泉州 116.4   | 漳州 122.5                            | 汀州 0.6     | 龍巖 0.3                        | 福州 0.9     | 興化 0.4           | 永春 0.5           | 潮州 2.4                              | 嘉應 0.8           | 惠州 0.4                        | 其他 3.6 |
| 地區 / 居民（千人） | 安溪 6.1     | 同安 19.8    | 三邑 90.5    | 漳州 122.5                            | 汀州 0.6     | 龍巖 0.3                        | 福州 0.9     | 興化 0.4           | 永春 0.5           | 潮州 2.4                              | 嘉應 0.8           | 惠州 0.4                        | 其他 3.6 |
| 語言 【方言】       | 閩南【泉州】 | 閩南【泉州】 | 閩南【泉州】 | 客家【南靖、平和、詔安】 閩南【漳州】 | 客家【汀州】 | 客家【汀州】 閩南【龍巖、漳平】 | 閩東【福州】 | 興化【莆田、仙遊】 | 閩南【泉州、大田】 | 客家【豐順、饒平、大埔】 閩南【潮州】 | 客家【四縣、長樂】 | 客家【海陸】 閩南【潮州、漳州】 | 多種語言 |

明、清渡海至雲林開發的人群，主要來自中國大陸閩、粵兩省，以福建省泉州府和漳州府為主，漳州籍移民略多於泉州籍，泉州府籍移民多分佈在雲林沿海鄉鎮，內部結構以三邑較多；漳州府籍移民所分佈的地點大多較接近內陸地區；漳泉以外的移民構成福建族群之少數，有福州、汀州和興化移民。廣東移民內部以潮州府籍居多。

## 公共建設

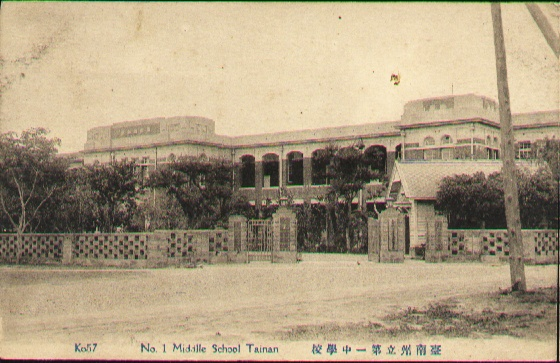
臺南州立第一中学校

### 醫療
- 臺灣總督府臺南病院（今衛生福利部臺南醫院）
- 臺灣總督府嘉義病院（今衛生福利部嘉義醫院）

### 教育

#### 高等教育
- 臺南工業專門學校（舊臺南高等工業學校，今 國立成功大學）
- 臺南師範學校（今 國立臺南大學）

#### 中等教育
- 臺南州立嘉義中學校（今 國立嘉義高級中學）
- 臺南州立臺南第一中學校（今 國立臺南第二高級中學）
- 臺南州立臺南第二中學校（今 國立臺南第一高級中學）
- 臺南州立嘉義高等女學校（今 國立嘉義女子高級中學）
- 臺南州立臺南第一高等女學校（戰後改臺南第二女子中學，收容日籍學生，臺南第二女子中學結束後校址被臺南第一女子中學接收）
- 臺南州立臺南第二高等女學校（戰後改臺南第一女子中學，供臺籍學生就學，1946年2月校長黃濬率領全校師生，進駐到臺南第二女子中學上課，舊校址為今臺南市立中山國民中學）
- 臺南州立虎尾高等女學校（1940年創立，戰後改虎尾女子中學，在西元1980年前後與1946年創立的虎尾中學合併，為今天的國立虎尾高級中學）
- 臺南州立嘉義商業學校（1944年併入嘉義工業學校，戰後1945年復校，今 國立嘉義高級商業職業學校）
- 臺南州立嘉義工業學校（今國立嘉義高級工業職業学校）
- 臺南州立嘉義農林學校（今國立嘉義大學）
- 臺南州立臺南農業學校（今國立臺南大學附屬高級中學）
- 臺南州立臺南工業學校（今國立臺南高級工業職業学校）
- 臺南州立臺南商業學校（今國立臺南高級商業職業学校）

### 油田
- 新營油田
- 凍子脚油田

## 景點

### 國立公園
- 新高阿里山國立公園，玉山國家公園前身

### 神社
- 臺南神社
- 嘉義神社
- 開山神社（今 延平郡王祠）
- 新營神社
- 北港神社
- 五間厝神社
- 下營神社
- 南靖神社
- 阿里山神社
- 北門神社（今 佳里區中山公園）
- 東石神社（今 朴子藝術公園）
- 曾文神社
- 斗六神社
- 林內神社
- 新化神社

## 州政

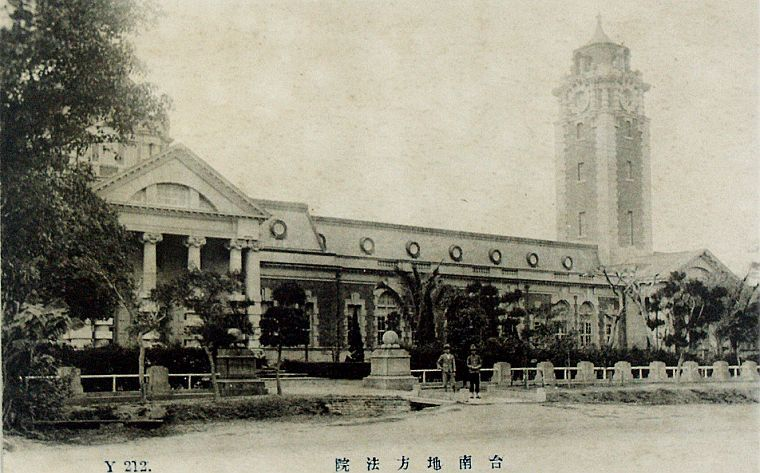
舊臺南地方法院廳舍

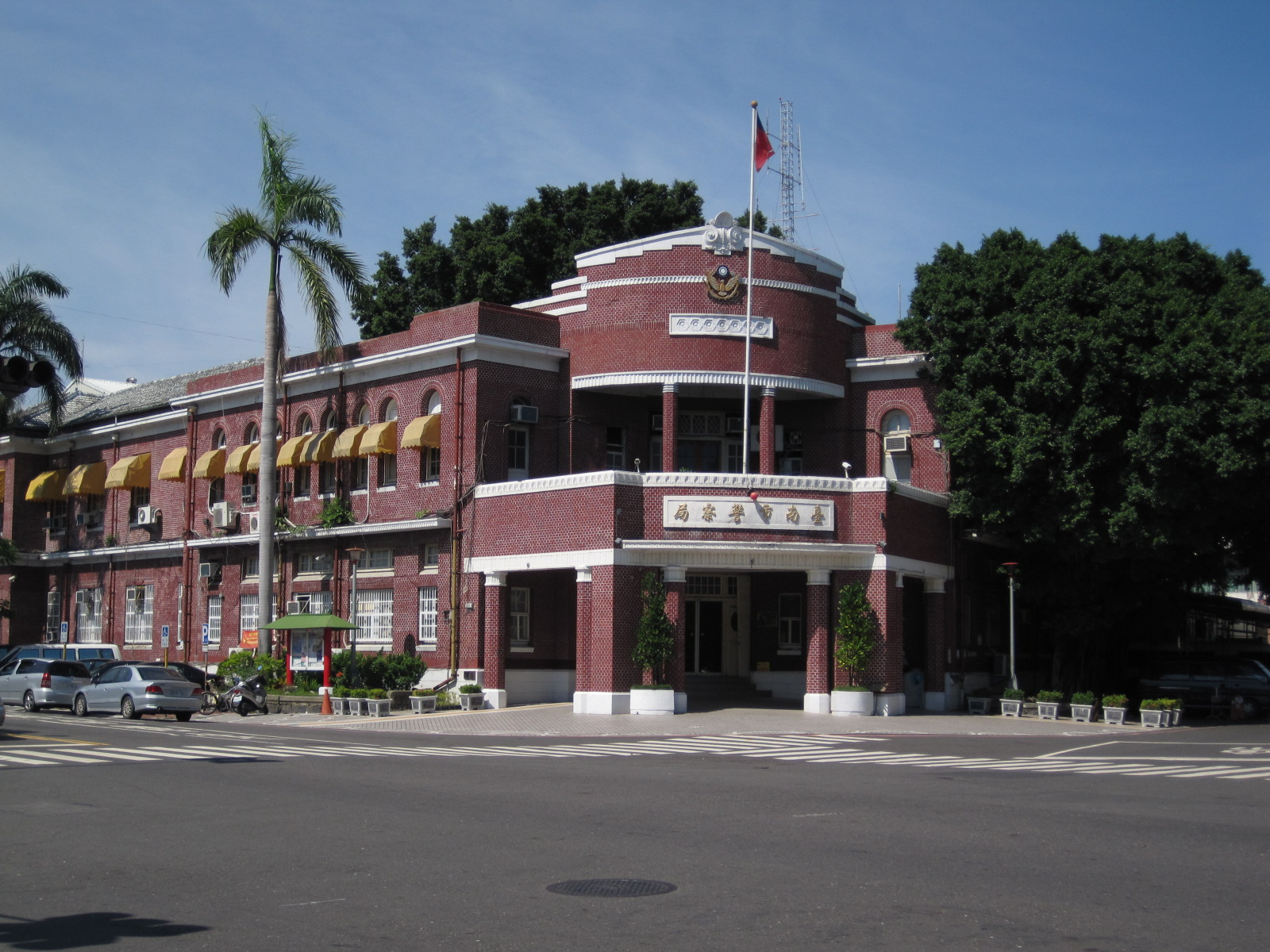
舊臺南警察署廳舍

### 裁判所 (法院)
- 原臺南地方法院
- 臺南地方法院嘉義支部

### 刑務所
昭和7年（1932年）當時
- 臺南刑務所
- 臺南刑務所嘉義刑務支所

### 警察
昭和20年（1945年）當時
- 臺南州警務部
  - 臺南警察署
    - 安平分署

  - 嘉義警察署
  - 新豐郡警察課
    - 關廟分室

  - 新化郡警察課
    - 善化分室
    - 玉井分室

  - 曾文郡警察課
    - 六甲分室

  - 北門郡警察課
  - 新營郡警察課
    - 白河分室

  - 嘉義郡警察課
    - 民雄分室
    - 竹崎分室

  - 東石郡警察課
    - 布袋分室

  - 斗六郡警察課
  - 虎尾郡警察課
    - 西螺分室

  - 北港郡警察課

## 交通

### 總督府鐵道
昭和19年（1944年）當時路線包括
- 縱貫線（今西部幹線之主要部分）

### 營林所鐵道
- 阿里山線（現阿里山森林鐵路）

### 指定道路
昭和14年（1939年）當時包含以下「指定道路」
- 縱貫道路
- 西螺崙背道
- 北港崙背道
- 斗南北港道
- 莿桐斗六道
- 斗南林內道
- 林內竹山道
- 斗六小梅道
- 大林小梅道
- 民雄北港道
- 北港新港道
- 嘉義竹崎道
- 嘉義中埔道
- 嘉義頂東石道
- 嘉義白河道
- 草店內角道
- 後壁白河道
- 白河關子嶺道
- 白河前大埔道
- 番子田六甲道
- 六甲番社道
- 林鳳營六甲道
- 朴子塩水道
- 新營布袋道
- 北門塩水道
- 麻豆番子田道
- 麻豆佳里道
- 臺南北門道
- 新市新化道
- 臺南新化道
- 新化玉井道
- 關廟旗山道
- 新化關廟道
- 臺南關廟道
- 臺南灣裡道
- 臺南安平道
- 小梅竹崎道
- 嘉義北港道
- 朴子北港道

### 港灣
昭和13年（1938年）當時
- 安平港
- 東石港（對中國貿易專用的「特別輸出入港」）